# Piaggiasecca
Piaggiasecca è una frazione italiana di 12 abitanti del comune di Sassoferrato.
L'abitato è collocato all'estremità sud-occidentale del territorio comunale, confinante con la frazione di Rucce. Già meta di escursionisti fin dagli anni trenta.
Ed è situata al confine con l'Umbria, nella provincia di Ancona.

## Geografia fisica
La frazione è luogo di passaggio obbligato per gli escursionisti del Monte Cucco (situato in territorio di Costacciaro,Umbria) attraverso il Passo Porraia, dal quale si accede anche alla Valle delle Prigioni e alla Forra di Rio Freddo. In bici è possibile percorrere agevolmente il sentiero che porta a Val di Ranco.

## Storia
La Prima citazione di Piaggiasecca si ha in un atto del 24 agosto 1251, in cui Homo di S. Pietro (Sassoferrato) figlio di Guido di Pellegrino, costui già signore parziale di S. Donato, riunisce davanti alla chiesa di S. Nicola di Viacce (Rucce) 19 uomini 'de uilla uiaçci plani cupi plaza secca promisserunt homini sancti petri per solempnes stipulationes' di ben gestire i boschi intorno a Lo Spicchio, nominando due gualdari, Vita di Gilio e Severino di Muncio. 
L'atto del 7 giugno 1279 redatto 'in dicta montanea in ualorticaie in rancoromiti' dal notaio Vita di Giovanni vede la volontà tra Oddolo, Monaldello e Petruccio di Armanno di Gelfone da Costacciaro e Vita di Gidio e Severino di Tebaldo sindaci della villa di Viacce 'et universitatis eiusdem' di procedere alla divisione dell'intera area del Monte Cucco, dopo che c'era stata rivalità sulle montagne. 
L'accordo giovava a Fabriano che nel 1279 era alle armi con Perugia per Rocca d'Appennino, ma pure a Gubbio, che ormai era pressata dalla città del Grifo. Il 3 ottobre 1295 Homo di S. Pietro donò la Rocca di Viacce a Metello figlio di Bonizello di Suppolino (una delle massime famiglie di Gubbio), che aveva sposato sua figlia, Contessa. 
Già il 22 novembre successivo Bonizello prese possesso dell'area intorno alla Rocca, presenti due abitanti del borgo della Rocca (detto Pian del Cupo), Cagnuzzo di Mantia e Bitto di Marco (Libro Rosso del Comune di Fabriano, 1998, n. 274). In Sella (Rationes Decimarum, Umbria Nocera) agli anni 1333-34) è menzionata la chiesa di S. Cristoforo di Casarella retta da don Gualtiero (n. 3865, 4065) e da don Ubaldo (n. 4250, 4325, 4496). 
Pagava mediamente 20 soldi ed 8 denari cortonesi. Quando il 13 ottobre 1370 si riunì il Consiglio generale di Sassoferrato per approvare lo Statuto uno dei 4 priori era Bene di Rinaldo di Casarella, mentre consigliere per Casalvento era Angelo di Cicco (Statuto com. di Sassoferrato, cura. Ugo Paoli, Sassoferrato 1993 p. 284). Nello Statuto di Sassoferrato del 1457 è menzionata la parrocchia di S. Cristoforo di Casarella(l. v cap.v, vii) e in un elenco delle balie e parrocchie di fine 16. secolo (Statuto,1993 app. n. 22). La villa di Costarella è citata nel 'Subsidium contra Turcos' del 1482; i 7 contribuenti pagarono 4 fiorini, mentre i 3 di S. Felice sborsarono 3 fiorini e gli 11 di Casalvento pagarono 8 fiorini. Nel 'Liber beneficiorum' della diocesi di Nocera Umbra (Boll. St. della città di Foligno, cura. M. Sensi, pag. 75), redatto nel 1568 al n. 242 'Ecclesia S. Christophori de Casarella lib. vii'. La chiesa non superò l'anno 1593 anno in cui il vescovo nocerino Pierbenedetti ordinò di erigere una croce sui ruderi 'Fuit etiam inspectus locus, ubi erat Ecclesia sanct Christophori de Casarella, que ad presens redacta est ad maceries, et ideo Crucem in dicto loco erigi mandauit. Dicta ecclesia est in summitate Montis et distat per miliare in circa a supradicta Ecclesia sancte Crucis, cui unita est'. La chiesa di S. Croce di cui si parla è quella di Casalvento.  La villa di Piaggiasecca apparentemente rimane nell'ombra, ma nel Liber luguberrimus fabrianese, che registra i danni occorsi nel 1517 compare un Agnolo da Piaggiasecca. 
Il gruppo partigiano Tigre comandato dal tenente calabrese Egidio Cardona si ricompose in maggio 1944 e le armi interrate a Murazzano furono trasferite a Piaggiasecca dal suo vice tenente Biagio Cristofaro. Costui (Cuori partigiani, Sassoferrato 2006 pag. 64) narra 'A Piaggiasecca i partigiani trovarono da sistemarsi nel palazzo del contadino Grassi, al quale appiccicarono subito il nomignolo di postino, per quel suo berretto a visiera. Ma nei giorni seguenti, conosciutolo meglio, crebbe talmente d'importanza ai nostri occhi, che lo chiamammo signor Podestà di Piaggiasecca'. Il 9 giugno verso le ore 14 arrivò però la retata tedesca comandata da un maggiore, che radunò sulla piazzetta  il popolo ed alcuni partigiani. Qui furono giustiziati Vincenzo (Renzo, Enzo) Lo Cascio ed Ugo Bianchetti di Casalvento. Stessa fine stava per fare lo slavo Drago Petrovic, ma, disarmato l'esecutore, riuscì a fuggire. Rintracciato in località La Capannella fu ucciso. Drago aveva una ragazza, che poté piangerlo nel cimitero di Viacce-Rucce, dove fu momentaneamente sepolto. Ugo Bianchetti riposa nel cimitero di Perticano. Del tenente Lo Cascio si sconosce il seguito. Egli, come narra il Cristofaro (pag. 96) era siciliano, sposato in Ancona con una professoressa; si rifugiò a Viacce, dopo che la sua casa in Ancona fu distrutta, presso la sorella Vincenzina, che vi faceva la maestra..

## Dintorni
Piaggiasecca è confinante con molte altre frazioni tra cui: Rucce, Bastia, Viacce, Coccore, Perticano, San Felice, Marena, Marenella, Val di Ranco e Casalvento.

### Città più vicine
Le città più vicine sono Fabriano e Sassoferrato.

## Dati sulla popolazione
A Piaggiasecca risiedono 12 abitanti.

## Edifici a Piaggiasecca
A Piaggiasecca non sono presenti servizi e attività commerciali.
Sono presenti complessivamente 24 edifici che sono per la maggior parte destinati a edilizia residenziale.